# Port lotniczy Tortola-Obszar Metropolitarny
Port lotniczy Tortola-Obszar Metropolitarny – port lotniczy Brytyjskich Wysp Dziewiczych, zlokalizowany na wyspie Tortola.